# Bogus
Bogus ist eine US-amerikanische Filmkomödie von Norman Jewison aus dem Jahr 1996.

## Handlung
Lorraine Franklin ist eine Künstlerin des Zirkusensembles Circus Phantastique. Sie erzieht alleine den siebenjährigen Sohn Albert, dem ihr Kollege Antoine den Vater ersetzt.
Als Lorraine bei einem Unfall ums Leben kommt, übernimmt Harriet Franklin, Lorraines Adoptivschwester, Alberts Erziehung. Harriet ist eine in New Jersey wohnende Geschäftsfrau, die überhaupt nicht gut mit Kindern zurechtkommt. Albert möchte eigentlich viel lieber bei der Zirkustruppe bleiben und macht es Harriet mit seinem abweisenden Verhalten noch schwerer.
Während Albert ziemlich missmutig im Flugzeug sitzt und zeichnet, fängt sein Bild plötzlich an mit ihm zu sprechen. Nach und nach entwickelt sich aus dem Bild der erwachsene Franzose Bogus. Der große Mann mit der dicken Nase und dem langen Mantel steht Albert mit Rat und Tat zur Seite und macht ihm so das Leben etwas leichter.
Allerdings ist Albert der Einzige, der Bogus sehen und hören kann. Harriet und Alberts neue Lehrerin machen sich bald Sorgen, weil Albert scheinbar Selbstgespräche führt.
Im Verlauf des Films fängt Albert an, Harriet zu akzeptieren, und Harriet wiederum erinnert sich wieder daran wie es war, ein Kind zu sein.
Am Schluss besuchen Harriet und Albert zusammen das Grab von Alberts Mutter. Bogus schaut von weitem zu und erklärt, dass die Kinder ihn immer gleich vergessen, sobald sie wieder glücklich sind, ihn also nicht mehr brauchen. Das sei allerdings auch gut so.

## Kritiken
Das Lexikon des internationalen Films schrieb, das Drehbuch sei oberflächlich, die Regie sei einfallslos. Die Spielfreude von Haley Joel Osment bleibt im Gedächtnis.

## Auszeichnungen
Whoopi Goldberg wurde 1997 für die Goldene Himbeere nominiert. Der Film und Haley Joel Osment wurden 1997 für den Young Artist Award nominiert.
Die Deutsche Film- und Medienbewertung FBW in Wiesbaden verlieh dem Film das Prädikat besonders wertvoll.

## Hintergründe
Der in New Jersey, in Las Vegas und in Toronto gedrehte Film kostete ungefähr 32 Millionen US-Dollar. Er brachte an den US-Kinokassen 4,4 Millionen Dollar.